# Thomas Harris
Thomas Harris (født 11. april 1940) er en amerikansk forfatter og manuskriptforfatter, bedst kendt for en række suspense romaner om hans mest berømte karakter, Hannibal Lecter. Alle hans værker er blevet filmatiseret, det mest bemærkelsesværdige er den multi-Oscar vindende The Silence of the Lambs (dansk: Ondskabens øjne) som blev den tredje film i Academy Award historie som fik Oscars i hovedkategorier.

## Biografi
Harris blev født i Jackson, Tennessee,, men flyttede som barn sammen med sin familie til Rich, Mississippi. Han var indadvendt og boglig i grundskolen og derefter blomstrede op i high school. Han gik Baylor University i Waco, Texas, hvor hans hovedfag var engelsk og dimitterede i 1964. Mens han gik på college, arbejdede han som reporter for den lokale avis, Waco Tribune-Herald, som dækker politiets arbejde. I 1968 flyttede han til New York City for at arbejde for Associated Press, indtil 1974, hvor han begyndte sit arbejde på Black Sunday.